# Стшижевиці (гміна)
Гміна Стшижевіце (пол. Gmina Strzyżewice) — сільська гміна у східній Польщі. Належить до Люблінського повіту Люблінського воєводства.
Станом на 31 грудня 2011 у гміні проживало 7753 особи.

## Площа
Згідно з даними за 2007 рік площа гміни становила 108.84 км², у тому числі:
- орні землі: 82.00%
- ліси: 15.00%

Таким чином, площа гміни становить 6.48% площі повіту.

## Населення
Станом на 31 грудня 2011:
| Опис     | Загалом | Загалом | Чоловіки | Чоловіки | Жінки | Жінки |
| -------- | ------- | ------- | -------- | -------- | ----- | ----- |
| одиниця  | осіб    | %       | осіб     | %        | осіб  | %     |
| все      | 7753    | 100     | 3767     | 48.59    | 3986  | 51.41 |
| міське   | 0       | 100     | 0        |          | 0     |       |
| сільське | 7753    | 100     | 3767     | 48.59    | 3986  | 51.41 |

## Сусідні гміни
Гміна Стшижевіце межує з такими гмінами: Бихава, Ґлуськ, Яблонна, Неджвиця-Дужа, Вільколаз, Закшувек.